# Erik Read
Erik Read (Calgary, 31 de mayo de 1991) es un deportista canadiense que compite en esquí alpino. Su hermano Jeffrey compite en el mismo deporte.
Ganó una medalla de bronce en el Campeonato Mundial de Esquí Alpino de 2023, en la prueba de equipo mixto. 

## Palmarés internacional
| Campeonato Mundial | Campeonato Mundial           | Campeonato Mundial | Campeonato Mundial |
| Año                | Lugar                        | Medalla            | Prueba             |
| ------------------ | ---------------------------- | ------------------ | ------------------ |
| 2023               | Courchevel/Méribel (Francia) | Medalla de bronce  | Equipo mixto       |